# Gelone (incisore)
Gelone (III secolo a.C. – III secolo a.C.) è stato un incisore greco antico.

## Biografia
Gelone fu un incisore di gemme, che è conosciuto soltanto per la firma sul granato di un grosso anello d'oro trovato in una tomba di Eretria ed ora ad Atene.
Sulla gemma è raffigurata Afrodite seminuda che tiene uno scudo, mentre alla sua spalla sinistra è appoggiata una lancia: la figura, vista di dietro e di sbieco, è resa con morbido modellato e in vivace movimento.

## Opere
- Grosso anello d'oro trovato in una tomba di Eretria ed ora ad Atene, raffigurante Afrodite.